# Заграничный вестник
«Заграни́чный ве́стник» — русский журнал, ежемесячно выходивший в Санкт-Петербурге с 1864 по 1867 год.

## История
Журнал иностранной литературы, науки и жизни «Заграничный вестник» выходил в Санкт-Петербурге в 1864—1867, ежемесячно.
Издавал журнал М. О. Вольф.
Официальными редакторами числились П. М. Цейдлер и с № 3 — А. С. Афанасьев-Чужбинский. Но фактически до 1866 года журнал редактировал П. Л. Лавров.

## Характеристика
Журнал публиковал в основном статьи из современной европейской периодической печати. Печатались переводы важнейших материалов публицистического и научно-популярного характера, переводная беллетристика. Были помещены статьи Э. Ренана, И. Тэна, Г. Зибеля, Я. Молешотта, Д. Тиндаля, П. Берта и др.
Беллетристике отводилось сравнительно небольшое место. Она была представлена переводами из Б. Ауэрбаха, Жорж Санд, Эллиота, Коллинза, Диккенса и др. Лавров помещал преимущественно произведения прогрессивных и революционных писателей.
Для журнала был характерен интерес к вопросам государственного управления и передовых европейских странах. В нём печатались статьи об английской конституции, основах конституции Соединенных Штатов и др. Большое внимание уделялось естественнонаучной пропаганде и теории Дарвина. Переводы обычно сопровождались редакционными примечаниями.
К переводным материалам цензура относилась менее строго, чем к оригинальным, и часто пропускала такие статьи, которые было бы невозможно напечатать как произведения русских авторов. Это давало возможность затрагивать в «Заграничном вестнике» запретные темы.
Помимо переводных статей, в журнале помещались обзоры европейской жизни, принадлежавшие П. Л. Лаврову.
В 1866 году, в связи с каракозовским выстрелом, Лавров был арестован, а журнал приостановлен по обвинению в том, что его статьи «носят характер отрицания веры, стремления к популяризации новых форм правления, распространения научных истин, противоречащих установленным взглядам».
Через некоторое время издание возобновилось, но его характер резко поменялся. До конца года журнал заполнялся переводом научно-популярной книги М. Шлейдена «Море». Начиная с сентябрьской книжки, выпущенной в декабре, «Заграничный вестник» вновь начал выходить по полной программе, но уже с новым составом сотрудников. Отдел Европейская жизнь, который вел Лавров, не возобновлялся. Журнал стал бесцветным и прекратился в [1867 год]у на № 2.